# Erythrinidae
Az Erythrinidae a csontos halak (Osteichthyes) főosztályának sugarasúszójú halak (Actinopterygii) osztályába, a pontylazacalakúak (Characiformes) rendjébe tartozó család. 

3 nem és 14 faj tartozik a családhoz.
A családba tartozó fajok Dél-Amerikában honosak.

## Rendszerezés
Az alábbi nemek és fajok tartoznak a családhoz.
- Erythrinus (Scopoli, 1777) – 2 faj
  - Erythrinus erythrinus
  - Erythrinus kessleri

- Hoplerythrinus (Gill, 1896) – 3 faj
  - Hoplerythrinus cinereus
  - Hoplerythrinus gronovii
  - Hoplerythrinus unitaeniatus

- Hoplias (Gill, 1903) – 9 faj
  - Hoplias aimara
  - Hoplias brasiliensis
  - Hoplias lacerdae
  - Hoplias macrophthalmus
  - Hoplias malabaricus
  - Hoplias microcephalus
  - Hoplias microlepis
  - Hoplias patana
  - Hoplias teres